# Orthetrum trinacria
Orthetrum trinacria – gatunek ważki z rodziny ważkowatych (Libellulidae). Występuje w niemal całej Afryce (w tym na Madagaskarze, Wyspach Zielonego Przylądka i Komorach), w Azji Zachodniej (po Iran na wschodzie), na wyspach basenu Morza Śródziemnego (w tym na Morzu Egejskim) oraz na Półwyspie Iberyjskim.
W RPA imago lata od listopada do końca maja. Długość ciała 53–58 mm. Długość tylnego skrzydła 35–37 mm.